# Полиан
Полиан (на гръцки: Πoλύαινoς, на латински: Polyaenus, Polyenus) е македонски ретор, адвокат и писател в Древен Рим.
Полион е роден в Никея, в римската провинция Витиния в Мала Азия. Фамилията му е с македонски произход.
През 161 г. той работи в Рим като ретор (оратор) и адвокат.
През 161 г. той издава своята първа книга „Стратегика“ по случай започването на Паратската война (161-166). Неговото произведение от 8 книги има за предмет стратегията и е сбирка от 900 примера за военни стратегеми и той го посвещава на императорите Марк Аврелий и Луций Вер.

## Издания
- Polyaenus, Stratagems of war. Edited and translated by Peter Krentz and Everett L. Wheeler. 2 Volumes. Chicago, 1994.
- Polyaenus, Polyaeni Strategematon libri VIII.Ex rec. Eduardi Woelfflin iterum rec. Ioannes Melber. Addenda adiecit Klaus Reinhard. Teubner, Lipsiae 1887. (Bibliotheca scriptorum Graecorum et Romanorum Teubnerian). Nachdruck: Stuttgart 1970.